# Абрамовская (Онежский район)
Абрамовская — деревня в Онежском районе Архангельской области России. Входит в состав Малошуйского городского поселения.

## География
Деревня находится на берегу реки Малошуйка, впадающей в губу Нименьга Онежского залива Белого моря. К юго-востоку от деревни находится посёлок Малошуйка.

## Население
| 2002 | 2010 | 2012 |
| ---- | ---- | ---- |
| 263  | ↘237 | ↗251 |

По переписи 2010 года численность населения деревни составляла 237 человек. В 2009 году числилось 235 чел., в том числе 72 пенсионера.

## Достопримечательности

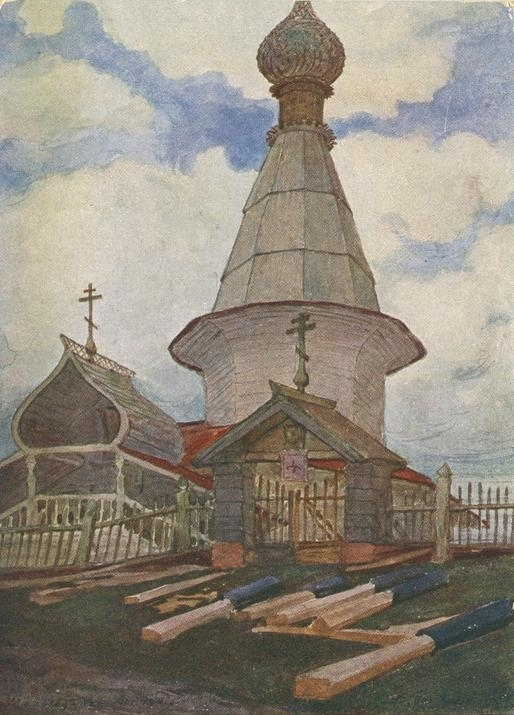
Никольская церковь на открытке ОВХР. Рисунок В. А. Плотникова.

В деревне сохранился ансамбль («тройник») деревянных церквей: пятиглавая Сретенская (1873 г., выстроенная на месте сгоревшего в 1870 году храма 1698 года), Никольская, выстроенная в шатровом стиле (1638 г., также построена на месте одноимённой сгоревшей), и шатровая колокольня 1807 года постройки. Это один из шести полностью сохранившихся «тройников», в прошлом широко распространённых на Русском Севере ансамблей деревянных церквей.

### Карты
- Топографическая карта-километровка P-37-3,4. Малошуйка. Архивировано из [mapp37.narod.ru/map1/index003.html оригинала] 25 декабря 2012 года.
- Абрамовская на карте Wikimapia
- Абрамовская. Публичная кадастровая карта. Архивировано из оригинала 5 марта 2016 года.